# Boris Alexandrowitsch Arapow
Boris Alexandrowitsch Arapow (russisch Борис Александрович Арапов, wiss. Transliteration Boris Aleksandrovič Arapov; * 30. Augustjul. / 12. September 1905greg. in Sankt Petersburg; † 27. Januar 1992 ebenda) war ein russischer Komponist.

## Leben
Arapow wuchs in Poltawa auf und erhielt dort seinen ersten Musikunterricht. Zunächst strebte er an, Pianist zu werden. Als er 1921 zurück nach Petrograd zog, nahm er deshalb Klavierstunden bei Maria Judina. Doch eine Handerkrankung zwang ihn dazu, diesen Berufswunsch aufzugeben. Im Jahre 1923 begann er ein Kompositionsstudium am Leningrader Konservatorium, wo er unter anderem Unterricht bei Wladimir Schtscherbatschow erhielt. Schon bevor er 1930 sein Studium abschloss, wurde er selbst als Lehrer tätig. Er unterrichtete von 1927 bis 1932 am Zentralen Musiktechnikum sowie in den Jahren 1929/30 am Staatlichen Institut für Kunstgeschichte. Im Anschluss an sein Studium blieb Arapow am Leningrader Konservatorium und wurde zunächst Lehrer, im Jahre 1940 dann Professor. Von 1944 bis 1948 hatte er eine eigene Kompositionsklasse, vorübergehend (1945/46) war er sogar stellvertretender Direktor. 1951 wurde er zum Leiter der Fakultät für Orchestration, 1976 der Fakultät für Komposition. Arapow, der bis zu seinem Lebensende Unterricht gab, hatte prominente Schüler, zum Beispiel Sergei Slonimski. Zu den ihm verliehenen Auszeichnungen zählen der Titel "Volkskünstler der RSFSR" (1976) und der Leninorden (1986). Als Todesdatum wird gelegentlich auch der 27. Januar 1992 angegeben.

## Stil
Arapow orientierte sich zunächst am offiziell erwünschten Kompositionsstil und arbeitete überwiegend mit national geprägten Stilelementen. Hierbei beschränkte er sich nicht nur auf die russische Folklore, sondern bezog sogar Musik des Fernen Ostens in seine Werke ein. Etwa um 1960 begann Arapow jedoch, freier mit der Tradition umzugehen. Sein Stil wurde deutlich schroffer und legte einen größeren Schwerpunkt auf Experimente. So verwendete Arapow eine kompliziertere Harmonik, Rhythmik sowie erlesene Klangfarben und verzichtete weitgehend auf eine folkloristische Prägung. Als Sujets wählte er nun öfter Werke der Weltliteratur. Auffällig ist nicht selten ein sehr großer, äußerst differenziert eingesetzter Schlagzeugapparat. Wenngleich seine späten Werke in Grundzügen eine tonale Basis aufweisen, ist der Dissonanzgehalt dieser Kompositionen ziemlich hoch. In seinen letzten Werken fügte Arapow seinem Schaffen durch die Einbeziehung religiöser Thematik noch eine ganz neue Note hinzu. Seine Schüler schätzten Arapow für seine Offenheit gegenüber musikalischen Neuerungen.

## Werke
- Orchesterwerke
  - Sinfonie Nr. 1 c-moll (1947)
  - Sinfonie Nr. 2 "Freies China" (1959)
  - Sinfonie Nr. 3 (1963)
  - Sinfonie Nr. 4 für Sprecher, 2 Soli, 2 Chöre und Orchester (1975)
  - Sinfonie Nr. 5 (1981)
  - Sinfonie Nr. 6 "Triptychon" für Sprecher, 3 Soli, Chor und Orchester (1983)
  - Sinfonie Nr. 7 (1991)
  - Konzert für Orchester (1969)
  - "Tadschikische Suite" (1938)
  - "Russische Suite" (1951)
  - Violinkonzert (1963/64)
  - Konzert für Violine, Klavier, Schlagzeug und Kammerorchester (1973)
  - "Die Offenbarung des Johannes" für Violoncello, Klavier, Schlagzeug und Streichorchester (1989)
- Bühnenwerke und andere Vokalmusik
  - "Hodscha Nasreddin", komische Oper nach Leonid Solowjow (1944)
  - "Die Fregatte 'Sieg'", Oper nach Alexander Puschkin (1959)
  - "Regen", Kammeroper nach William Somerset Maugham (1967)
  - "Das Bildnis des Dorian Gray", Ballett nach Oscar Wilde (1971)
  - "Die vier Jahreszeiten", Liederzyklus nach japanischen Haikus für Sopran, Tenor und Nonett (1978)
  - weitere Liederzyklen
- Kammermusik
  - Trio auf mongolische Themen für Klarinette, Viola und Klavier (1938)
  - Violinsonate (1978)
  - Violoncellosonate (1985)
  - Hornsonate (1981)
  - Sonate für Violine solo (1930)
  - Quintett für Oboe, Horn, Harfe, Viola und Violoncello (1979)
  - Dezimett (1986)
- Klaviermusik
  - Klaviersonate Nr. 1 (1970)
  - Klaviersonate Nr. 2 (1976)
  - Klaviersonate Nr. 3 (1987)
  - Klaviersonate Nr. 4 (1990)
  - Klaviersonate Nr. 5 "De profundis" (1992)
  - mehrere Zyklen Klavierstücke
- Filmmusik
  - 1943: Nasreddin in Buchara (Nasreddin w Buchare)